# Jenő Krúdy
Jenő Ödön Krúdy (auch Eugen von Krudy und Eugène de Krudy; Pseudonym Tiberius von Gral; * 1860 in Szécsény, Komitat Nógrád; † 22. Oktober 1942 in Budapest) war ein ungarischer Mediziner und Amateurastronom.
Er studierte Medizin in der Schweiz und arbeitete als Militärarzt in Niederländisch-Ostindien. In Singapur und Bombay begann er seine astronomischen Forschungen, die er später in Europa fortsetzte, speziell auf dem Gebiet der Entwicklung verbesserter Spiegelteleskope. Seine Erfahrungen legte er ab 1913 in mehreren, damals sehr populären Standardwerken nieder. 1915 wurde der damalige Direktor der Basler Flammarion-Sternwarte zum Mitglied der Royal Astronomical Society gewählt. Um 1920 war Krúdy Direktor der Sternwarte in Luzern.

## Werke
- Einführung in die praktische Astronomie und Astrophysik für Amateur-Astronomen. Mayer, Leipzig 1913
- Das moderne Spiegelteleskop in der Astronomie. Mayer, Leipzig, 1919
  - 2. Auflage überarbeitet von Albert von Brunn als Das Spiegelteleskop in der Astronomie. Barth, Leipzig 1930